# (1106) Cydonia
(1106) Cydonia – planetoida z grupy pasa głównego asteroid okrążająca Słońce w ciągu 4 lat i 68 dni w średniej odległości 2,6 au. Została odkryta 5 lutego 1929 roku w Landessternwarte Heidelberg-Königstuhl przez Karla Reinmutha. Nazwa planetoidy pochodzi od łacińskiej nazwy pigwy. Cydonia to również nazwa obszaru na Marsie słynnego z Marsjańskiej Twarzy. Przed nadaniem nazwy planetoida nosiła oznaczenie tymczasowe (1106) 1929 CW.